# Municipio de Lincoln (Dakota del Norte)
El municipio de Lincoln (en inglés: Lincoln Township) es un municipio ubicado en el condado de Pembina en el estado estadounidense de Dakota del Norte. En el año 2010 tenía una población de 41 habitantes y una densidad poblacional de 0,34 personas por km².

## Geografía
El municipio de Lincoln se encuentra ubicado en las coordenadas 48°40′32″N 97°11′54″O / 48.67556, -97.19833. Según la Oficina del Censo de los Estados Unidos, el municipio tiene una superficie total de 120.73 km², de la cual 119,88 km² corresponden a tierra firme y (0,7 %) 0,85 km² es agua.

## Demografía
Según el censo de 2010, había 41 personas residiendo en el municipio de Lincoln. La densidad de población era de 0,34 hab./km². De los 41 habitantes, el municipio de Lincoln estaba compuesto por el 100 % blancos. Del total de la población el 0 % eran hispanos o latinos de cualquier raza.